# Gianfranco Contri
Gianfranco Contri (nascido em 27 de abril de 1970) é um ex-ciclista italiano que participava em competições de ciclismo de estrada.
Como amador, Contri participou nos Jogos Olímpicos de 1992 em Barcelona, na Espanha, onde conquistou uma medalha de prata no contrarrelógio por equipes (100 km), competindo pela Itália.